# لشکر ۷ پیاده (عراق)
لشکر ۷ پیاده عراق (انگلیسی: 7th Division) لشکر پیاده‌نظام زیرمجموعه نیروی زمینی عراق است، که در سال ۱۹۶۰ تأسیس شد. این لشکر از یگان‌های عمل‌کننده در خلال جنگ ایران و عراق بود و در عملیات طریق‌القدس، عملیات بیت‌المقدس و نبرد دوم فاو شرکت داشت.

## تاریخچه
این لشکر که اولین بار در دهه‌های ۱۹۶۰ یا ۱۹۷۰ تشکیل شد، در سال‌های ۱۹۷۷–۱۹۷۸ گزارش شد که ستاد مرکزی آن در سلیمانیه با پنج تیپ (همه فعال) قرار دارد. لشکر ۷ پیاده در جنگ خلیج فارس در سال ۱۹۹۱ در نبرد فرودگاه بین‌المللی کویت حضور داشت. در سال ۲۰۰۲، گزارش شد که این لشکر در سپاه پنجم (عراق) قرار دارد و شامل تیپ‌های ۳۸، ۳۹ و ۱۱۶ می‌شود. این لشکر در سال ۲۰۰۳ منحل شد.
پس از سال ۲۰۰۴، این لشکر اصلاح و توسط سپاه تفنگداران دریایی ایالات متحده آموزش دید. اکنون ستاد مرکزی آن در پایگاه هوایی الاسد است. این لشکر در شکست القاعده در عراق در استان الانبار در سال ۲۰۰۷ نقش داشت. در آوریل ۲۰۰۷، برنامه‌ریزی برای تشکیل تیپ چهارم این لشکر در حال انجام بود. این لشکر در اول نوامبر ۲۰۰۷ به فرماندهی نیروی زمینی عراق منتقل شد.
تیپ‌های این لشکر شامل تیپ ۲۶ موتوریزه، تیپ ۲۷ موتوریزه، تیپ ۲۸ موتوریزه و تیپ ۲۹ مکانیزه (که از ۳ آوریل ۲۰۰۸ عملیاتی شده است) بودند.
طبق استانداردهای آموزش نیروهای عراقی، تیپ‌ها یا گردان‌های این لشکر همیشه در واحدهای دیگر مستقر خواهند بود. این امر با جدا شدن واحدهای لشکر ۷ در جنوب بغداد در اوایل سال ۲۰۰۸ آزمایش شد. تیپ ۲۹ آخرین تیپ تشکیل شده در صحرای غرب عراق است که در رطبه مستقر است و ممکن است مانند تیپ‌های ۳۷ یا ۱۷ به زره‌پوش چرخ‌دار مجهز شود.
در ماه مه ۲۰۰۸، تیپ ۲۶ از لشکر ۷ پیاده در نبرد بصره شرکت کرد.
در ۲۱ دسامبر ۲۰۱۳، سرلشکر محمد الکراوی، فرمانده این لشکر، در جریان یک عملیات امنیتی در رطبه علیه اردوگاه‌های آموزشی القاعده کشته شد. در این حادثه، چندین بمب انتحاری هنگام ورود کراوی به یک ساختمان متروکه منفجر شد و کراوی به همراه چند افسر، کشته و تا ۳۲ سرباز زخمی شدند. در آن زمان بیش از ۶۰ شبه‌نظامی در منطقه حضور داشتند.
در اواخر سال ۲۰۱۴ و اوایل سال ۲۰۱۵، حدود ۳۲۰ مشاور آمریکایی نیروهای لشکر ۷ را آموزش دادند که گهگاه با شبه‌نظامیان دولت اسلامی عراق و شام درگیر می‌شدند.